# Beppe Cino
Giuseppe Cino, detto Beppe (Caltanissetta, 3 febbraio 1947), è un regista e sceneggiatore italiano.

## Biografia

### Gli inizi
Dopo la maturità classica e gli studi di scienze politiche e filosofia presso l'università La Sapienza di Roma, viene ammesso al Centro Sperimentale di Cinematografia di Roma nel biennio (1970-1971), diplomandosi in regia; alla fine del biennio realizza il saggio La Sicilia è il suo popolo, film che viene distribuito dai circoli Ottobre di Lotta Continua e dalla comune di Dario Fo. Partecipa anche al Festival Internazionale del Cinema d'Autore di Sanremo (1972) e alle Giornate del Cinema Libero di Venezia, sempre nel 1972. Inizia la propria attività come aiuto regista e collaboratore di Roberto Rossellini col film L'età di Cosimo de' Medici (1972), proseguendo in Cartesius (1973), Rice University (1973), Anno uno (1974), The World Population (1974), Il Messia (1975). 
Tra la fine degli anni settanta e gli inizi degli anni ottanta è autore di diversi programmi d'inchiesta per la Rai, la Tokyo Broadcastinc System (TBS), la NHK (Japan) e la SudWestFunk della Germania Federale.

### L'esordio alla regia
Nel 1981 realizza, per il Teatro Stabile di Heidelberg, un breve film ispirato dal dramma Juno and the Peacock, di Sean O'Casey.

### Gli anni ottanta
Nel 1982 scrive e dirige la sua opera prima Il cavaliere, la morte e il diavolo, film di ispirazione espressionista che affronta il tema delle dinamiche trasgressive  nel rapporto di coppia. Il film partecipa alla Mostra del Cinema di Venezia nel 1983 (sezione "De Sica") e viene premiato nel 1985 con la targa di Cinema e Società.
Nel 1983 realizza a Baden-Baden, presso gli studi della SudWestFunk in Germania, la riduzione televisiva del dramma Eduard II, di Christopher Marlowe.
Nel 1986 scrive e dirige La casa del buon ritorno, un film di genere thriller psicologico. Il film partecipa alla Mostra del cinema di Venezia e viene premiato nel 1987 al Fantafestival di Roma del 1987.
Nel 1987 realizza per la Rai un documentario di cinque puntate dedicato al regista Roberto Rossellini, dal titolo Roberto Rossellini, dieci anni.
Sempre nel 1987 scrive e dirige per l'Istituto Luce, il documentario C'era una volta Palermo, con la collaborazione al testo di Gesualdo Bufalino.
Nel 1988 scrive e dirige Rosso di sera, ritratto drammatico della generazione del '68. Il film riceve nel 1988 il Premio della Stampa Estera nel corso del Festival di Sorrento organizzato da Gian Luigi Rondi.
Nel 1989  scrive e dirige per Raiuno una miniserie televisiva dal titolo Gli anni d'oro.

### Gli anni novanta e duemila
Nel 1990 scrive e dirige Diceria dell'untore, liberamente tratto dall'omonimo romanzo di Gesualdo Bufalino. Il film è premiato a Villerupt, vince il Primo Premio al Festival di Porto Alegre.
Nel 1991-92 scrive e dirige uno dei pochi film italiani sul post-comunismo, In viaggio verso l'Est, ambientato in Bulgaria. In tv dirige nel 1995 la fiction per Mediaset La signora della città. Nel 1996 dirige La villa dei misteri.
Nel 1997, nel ventennale della morte di Roberto Rossellini, scrive e dirige per Rai Tre il film/documento Roberto Rossellini, il mestiere di uomo.
Nel 2004 scrive e dirige il film Miracolo a Palermo!, che affronta il tema della mafia attraverso una cifra espressiva di tipo favolistico. Il film è stato presentato nel giugno 2004 fuori concorso al Taormina Film Festival ed è stato distribuito in Francia nell'ottobre 2005.
Fra il 2007 e il 2008 scrive e dirige Quell'estate felice, liberamente tratto dal romanzo Argo il cieco di Gesualdo Bufalino.
Nel 2023 gira il suo ultimo film  dal titolo Gli agnelli possono pascolare in pace con cui partecipa in concorso al Bifest; prodotto dalla Draka production.

## Filmografia

### Cinema
- Il cavaliere, la morte e il diavolo (1983)
- La casa del buon ritorno (1986)
- C'era una volta Palermo – documentario (1987)
- Fatal Temptation (1988)
- Intimo (1988)
- Rosso di sera (1989)
- Diceria dell'untore (1990)
- In viaggio verso Est (1992)
- Roberto Rossellini: Il mestiere di uomo – documentario (1997)
- Miracolo a Palermo! (2005)
- Quell'estate felice (2007)
- Gli agnelli possono pascolare in pace (2023)

### Televisione
- Rice University – film TV documentaristico (1971)
- Gli anni d'oro – 13 film TV (1989-1990)
- La signora della città – film TV (1995)
- La villa dei misteri – film TV (1996)